# GNU核心工具组
GNU核心工具组（英語：GNU Core Utilities，亦常缩写为coreutils）是一个 GNU 软件包，它包含了许多基本工具（如cat，ls 和 rm）在类 Unix 操作系统上的重新实现。

## 历史
coreutils 的第一个版本5.0版于2003年4月4日发布，5.2稳定版于2004年2月19日发布。
2002年9月，早期的软件包textutils，shellutils和fileutils以及一些其他杂项工具合并而创建GNU coreutils。2007年7月，GNU coreutils 的许可证从 GPLv2 更新为 GPLv3。

## 功能
GNU 核心工具组支持以长选项作为命令调用参数，且当环境变量 POSIXLY_CORRECT 未设定时支持较松弛的语法约束，如可以在一般参数之后而非之前使用选项。在这里需要注意的是，设置这一变量对 BSD 的同种工具组所产生的效果与GNU 系统有所不同。
参阅GNU 核心工具组命令列表以获取包含命令的简要说明。

## 替代
在自由（开源）软件生态系统中，有可供选择的实施软件包，其范围和重点或许可证略有不同，例如嵌入式设备有GPLv2许可的 BusyBox 和BSD许可的 ToyBox。